# Alfabeto gótico
O alfabeto gótico ou godo é o alfabeto manuscrito que surgiu na Idade Média a partir do alfabeto grego. É portanto uma adaptação deste último.
O termo gótico vem do latim medieval gotticu e é um adjetivo que designa o que é proveniente, relativo, criado ou usado pelos godos, assim denominado o povo da respectiva tribo germânica.
Este alfabeto foi criado no final do século IV por Ulfila, bispo dos godos instalados no curso do Danúbio. Cada letra do alfabeto possui um valor numérico. Para sobressair os sons que o grego não possuía, Ulfila recorreu aos signos rúnicos para atingir tal objetivo.
O alfabeto gótico é dividido em dois grupos para as letras minúsculas.
- a, c, e, i, m, n, o, r, u, v, w, x, t , l, f e p.
- b, d, g, h, k, q, s, y e z.

O alfabeto gótico teve existência efêmera e hoje existe como simples curiosidade.